# Пітер Денг
Пітер Ніал Денг Вілсон (англ. Peter Deng Nhial Wilson, нар. 12 січня 1993, Найробі) — південносуданський футболіст кенійського походження, захисник клубу «Гайдельберг Юнайтед». Виступав, зокрема, за клуби «Кальчіо Аделаїде Олімпік» та «Мореленд Зебрас», а також національну збірну Південного Судану.

## Клубна кар'єра
Народився 12 січня 1993 року в місті Найробі в сім'ї південносуданських біженців. Разом з родиною у 10-річному віці втік від конфлікту в Південному Судані до Австралії. Після переїзду оселився в Аделаїді. Вихованець футбольної школи клубу «Аделаїда Олімпік».
У дорослому футболі дебютував 2009 року виступами за команду «Аделаїда Олімпік», в якій провів два сезони, взявши участь у 23 матчах чемпіонату. Своєю грою за цю команду привернув увагу представників тренерського штабу клубу «Салісбург Юнайтед», до складу якого приєднався 2012 року. 2012 року повернувся до клубу «Аделаїда Олімпік». Цього разу провів у складі команди два сезони.
З 2014 році перебрався до Вікторії, де грав разом з братом Томасом грав у «Грін Гуллі» з Національної Прем'єр-ліги штату Вікторії. У 2015 році захищав кольори клубу «Вайт Сіті». Наступного року виступав за «Паское Вейл». З 2017 року один сезон захищав кольори клубу «Мореленд Зебрас». Граючи у складі клубу також здебільшого виходив на поле в основному складі команди.
До складу клубу «Гайдельберг Юнайтед» приєднався 2019 року.

## Виступи за збірну
27 березня 2016 року дебютував у складі національної збірної Південного Судану в поєдинку кваліфікації Кубку африканських націй 2017 проти Беніну, в якому вийшов у стартовому складі.

## Особисте життя
Молодший брат, Томас Денг, виступає на позиції центрального захисника за «Мельбурн Вікторі» з A-Ліги та національної збірної Австралії.
Денг навчається в Юнацькому юридичному центрі Парквіля на факультеті фізичного виховання.